# Squero di San Trovaso

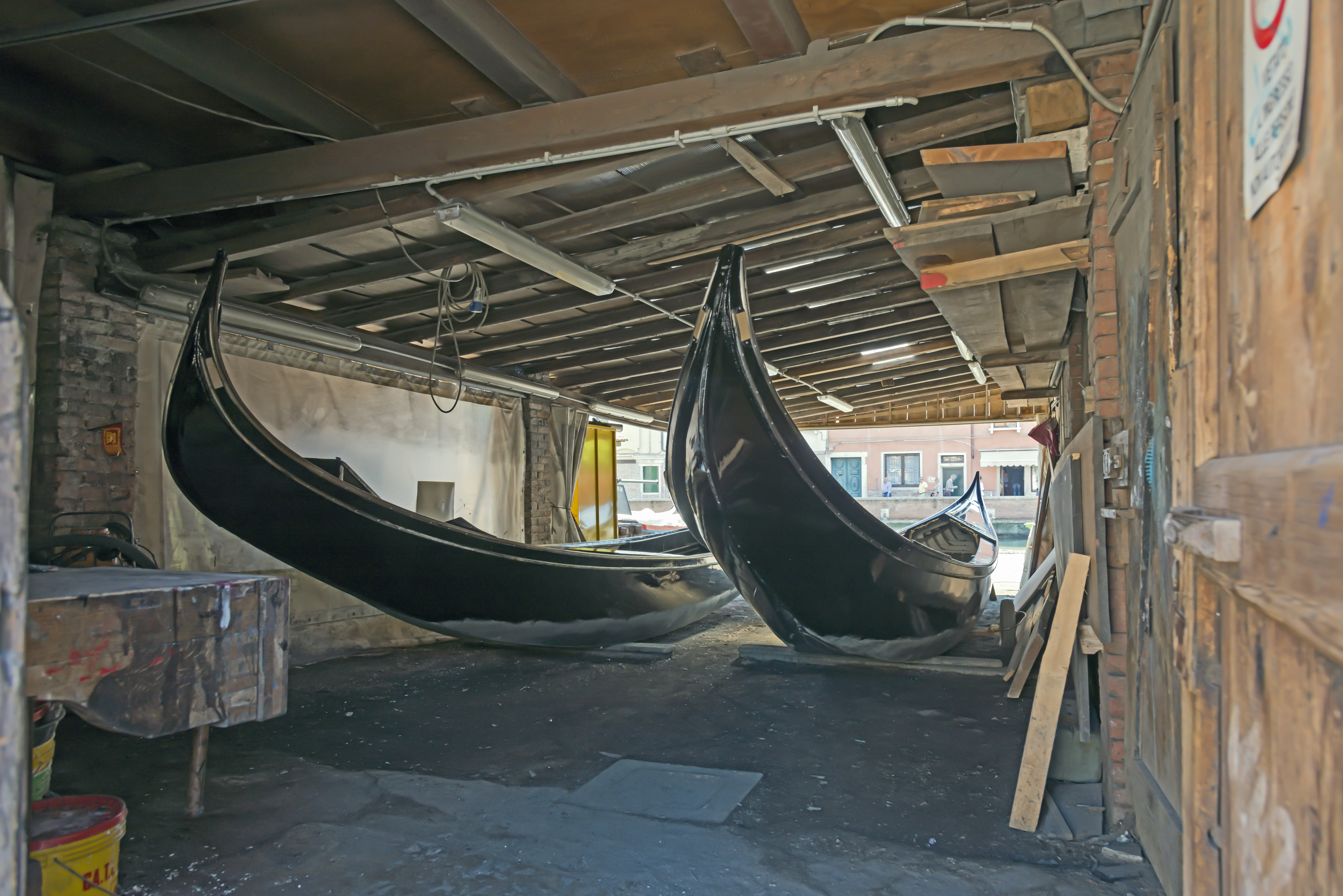
Squero di San Trovaso - La drassana

L'squero di San Trovaso és una de les més antigues i famoses drassanes venecianes. El squero (és a dir "cantiere" en venecià: de la paraula "squara" que indica l'eina utilitzada per a construir les embarcacions) és el clàssic pati (cantiere) on es construïen i reparaven les embarcacions de grandàries com góndoles, pupparini, sandoli, s'ciopóni i altres vaixells típics de la tradició naval veneciana.
L'squero di San Trovaso sorgeix al llarg del riu homònim i es remunta al Segle XVII. És una de les poquíssimes drassanes encara en funcionament a Venècia, tot i que avui només es construeixen o reparen góndoles, mentre que en el passat l'activitat de la drassana s'estenia també a d'altres menes de barques.
L'edifici que l'allotja té la forma típica de casa de muntanya, una circumstància excepcional per a Venècia, inspirada en els squerarioli acostumats a treballar amb la fusta i sobretot degut als orígens de molts mestres d'aixa.
A l'squero di Sant Trovaso encara es treballa amb els mètodes d'un segle enrere. No hi ha torns i les góndoles són aixecades, girades i maniobrades completament a mà.